# Lady Alice (bateau)
Le Lady Alice était un bateau à voile et à rames démontable, construit en 1874, sur commande de Henry Morton Stanley, pour sa traversée de l'Afrique de 1874 à 1877.

## Histoire

### Conception et construction
Henry Morton Stanley considérait que les embarcations africaines n'étaient pas adaptées à des voyages de longue durée tels que ceux qu'il voulait entreprendre. Il cherchait un bateau transportable pour les eaux intérieures de l'Afrique orientale et centrale. Ce bateau devait être facile à transporter après démontage et à mouvoir sur l'eau. Le constructeur de bateau, l'Anglais James Arthur Messenger (en) construisit à Teddington près de Londres le Lady Alice, entre avril et juillet 1874, selon le projet de Stanley et à l'intervention du rédacteur en chef du Daily Telegraph, Edwin Arnold,. L'une des particularités du bateau était sa composition en cinq sections assemblables et démontables en trente minutes. Chaque segment mesurait environ 8 pieds, soit 2,44 mètres de long et pesait environ 60 kilos. Les segments devaient être portables au moyen de perches par deux personnes. Plus tard ces mesures ont été modifiées et chaque segment divisé dans le sens de la longueur de telle manière qu'il puisse être porté par un seul homme dans des sentiers africains étroits , Pour réduire le poids, les planches étaient en bois de cèdre espagnol d'une épaisseur d'environ un centimètre (3/8 pouces). L'ensemble des mâts, rames, voiles, cordage et autres accessoires pesaient environ une demi-tonne. Le transport à pied par voie terrestre de l'ensemble des éléments nécessitait environ 32 à 40 personnes. Le bateau disposait de deux mâts avec une voile d'artimon. Une voile au tiers pouvait être installée à l'arrière, dont les côtés pouvaient être fermés pour former une petite tente. Des essais sur la Tamise ont montré une grande maniabilité. Une seule personne suffisait pour ramer en cas de besoin. Pour augmenter la flottabilité, des conteneurs étanches en tôles étaient vissés à bord.
Stanley a donné au bateau le nom de sa fiancée de l'époque Alice Pike. Âgée de 17 ans, elle était la fille d'un magnat du whisky de Cincinnati rencontrée lors d'une fête à Londres. Une date fut même prévue pour le mariage : le 14 janvier 1877. Mais cette promesse datée de juillet 1874 ne résista pas jusqu'au retour de Stanley en 1877.

### Expédition de Stanley

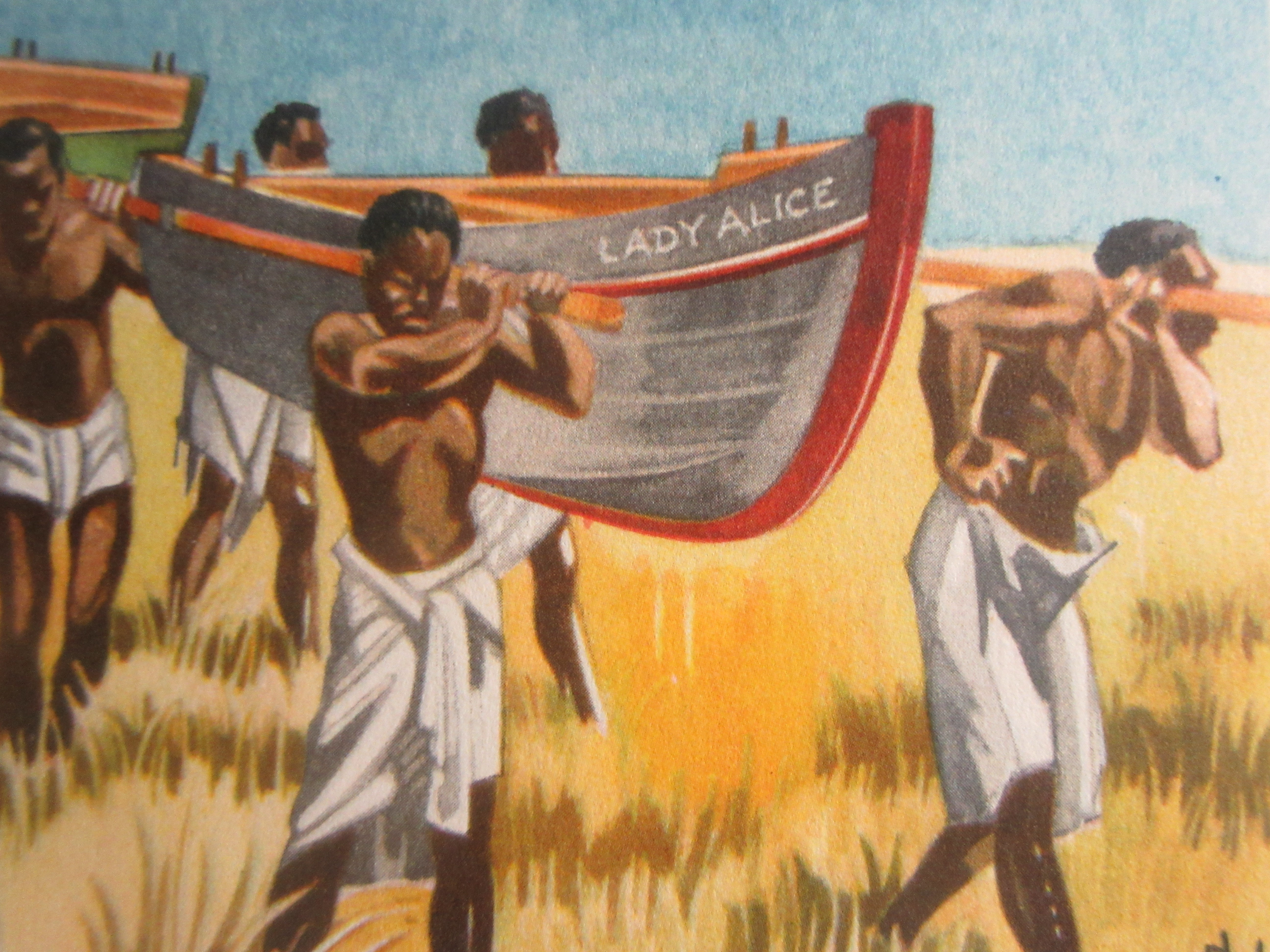
Portage des éléments de Lady Alice lors de l'expédition de Stanley 1874-1877

Le 17 novembre 1874, Stanley commence son expédition sur le continent africain à Bagamoyo au bord de l'Océan Indien. Le Lady Alice est utilisé pour la première fois sur le fleuve Ruvu. Puis l'expédition se poursuit vers la région des grands lacs d'Afrique centrale en passant par le Lac Victoria puis le Lac Tanganyika traversé à hauteur d'Ujiji pour rejoindre ensuite le fleuve Lualaba jusqu'à son embouchure dans l'Atlantique. Le bateau est transporté par des porteurs et n'est assemblé que pour les traversées de lacs et de rivières. Le Lady Alice a parcouru  environ 3 200 kilomètres sur le Lac Victoria, entre mars et août 1875, puis 1 300 kilomètres, entre juin et juillet 1876, sur le lac Tanganyika. L'expédition poursuit ensuite sur le fleuve Congo, jusqu'à la côte occidentale du Congo à l'Océan Atlantique.
Comme les pièces de la coque du bateau étaient larges, leur transport était particulièrement difficile pour les porteurs. Cela se manifestait particulièrement dans les forêts primaires du Congo, là où les sentiers devaient être alors élargi à la machette.

### Fin duLady Alice
Après un voyage de plus de 11 000 kilomètres par terre et par mer le Lady Alice était en si mauvais état que Stanley l'abandonna. Le 31 juillet 1877 il est remorqué  en amont des cataractes du cours inférieur du fleuve Congo près de Vivi, recouvert de pierres et abandonné. Durant son séjour au service du roi Léopold II de 1878 à 1884, Stanley repassa par Vivi et constata que son bateau Lady Alice avait été réduit en pièces pour récupérer ses clous de fer et de cuivre 

## L'Advance

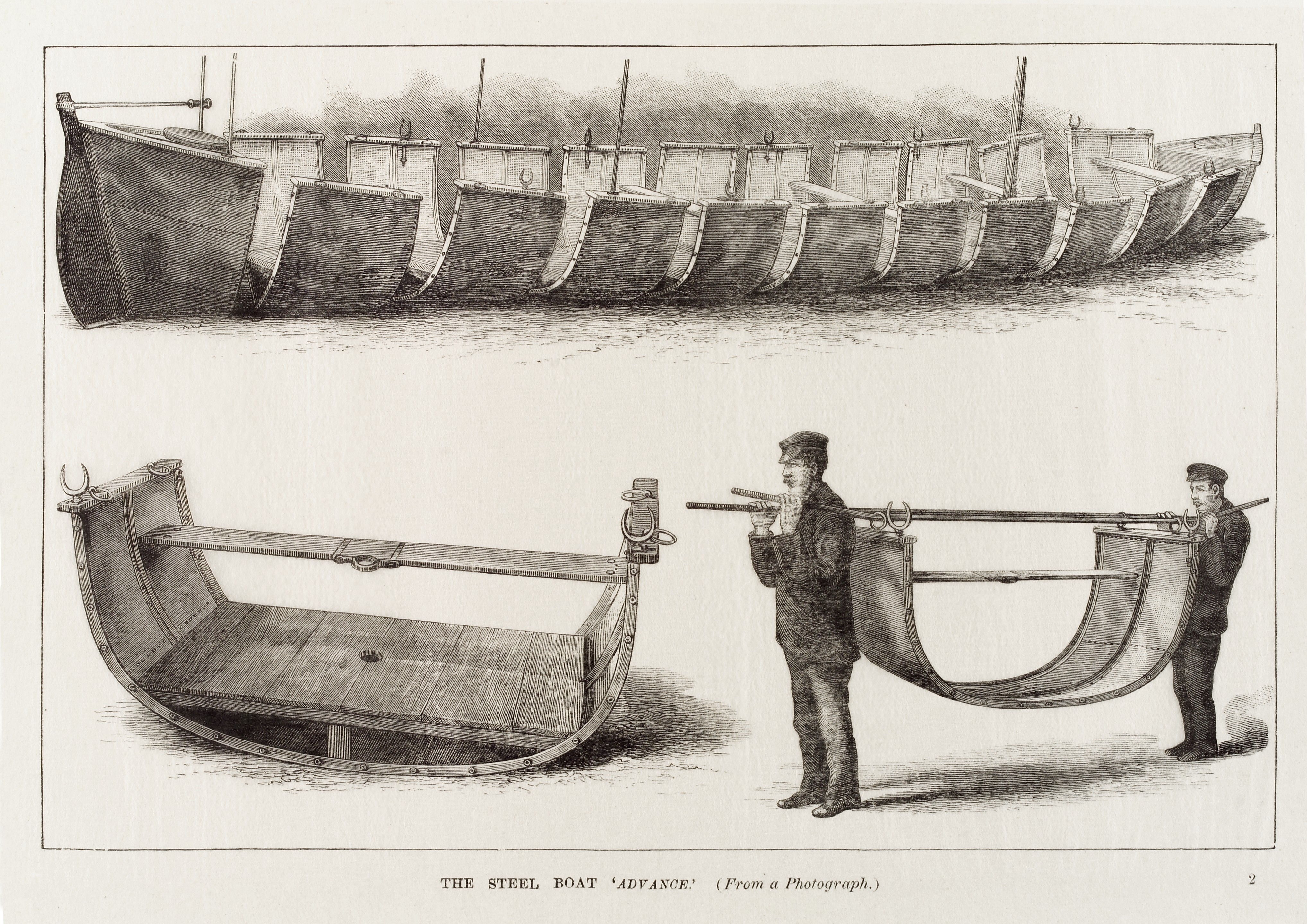
LAdvance avec ses 12 sections démontables

Le Lady Alice ne doit pas être confondu avec d'autres bateaux tel l'Advance Ce dernier est celui que Stanley a utilisé pour son  expédition de secours à Emin Pacha en 1887-1890. Il était également démontable mais comprenait 12 sections de 34 kg chacune. Il n'était pas construit en bois mais en, galvanoplastie Siemens.

## Philatélie
Le Lady Alice est représenté sur un timbre d'Ouganda en l'honneur d' Henry Morton Stanley. Lady Alice est aussi le nom d'un jeu de société de Ludovic Gaillard dans lequel le bateau fait l'objet d'une enquête à la Sherlock Holmes.

## Galerie

Personnages liés au Lady Alice
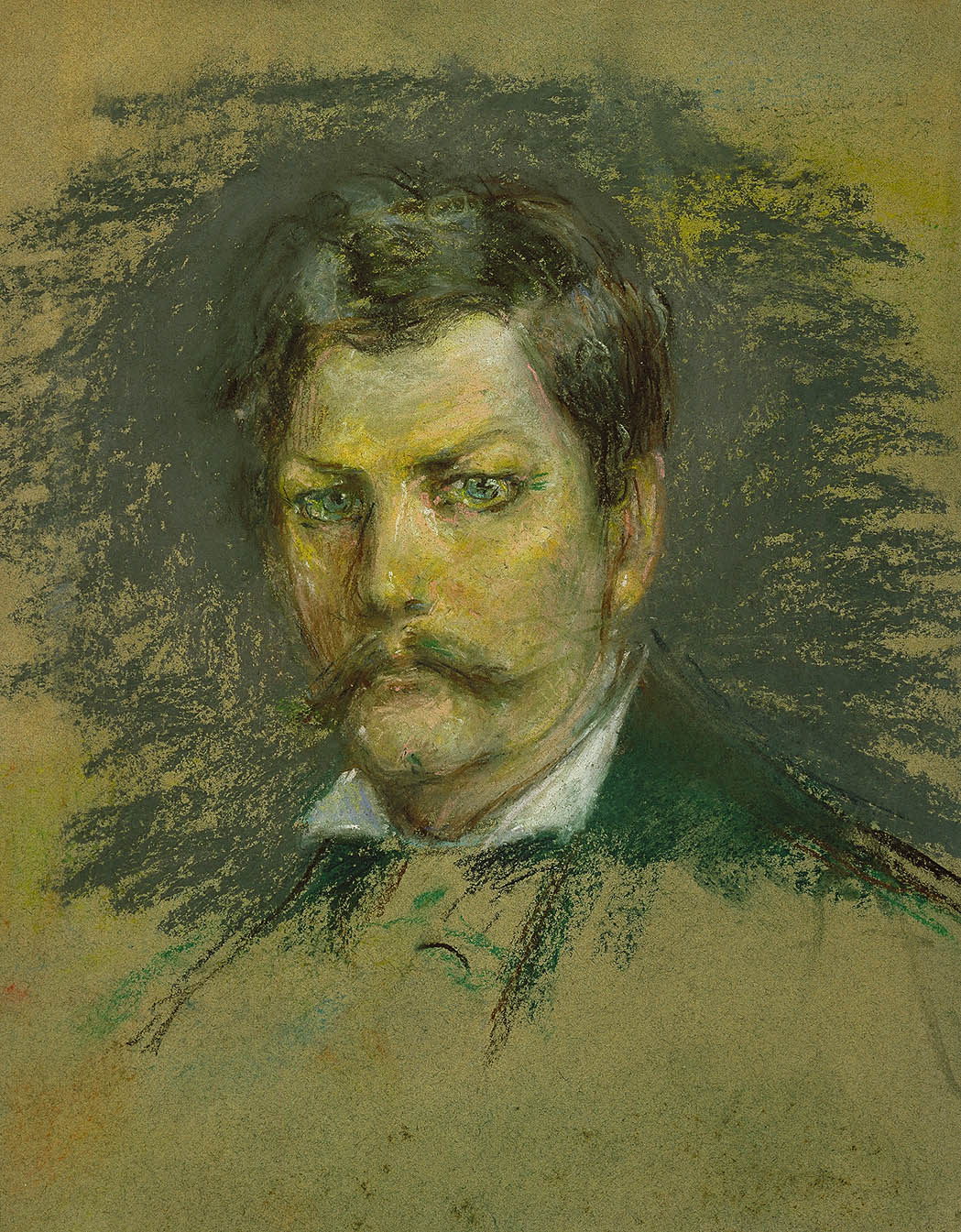
Henry Morton Stanley peint par Alice Pike
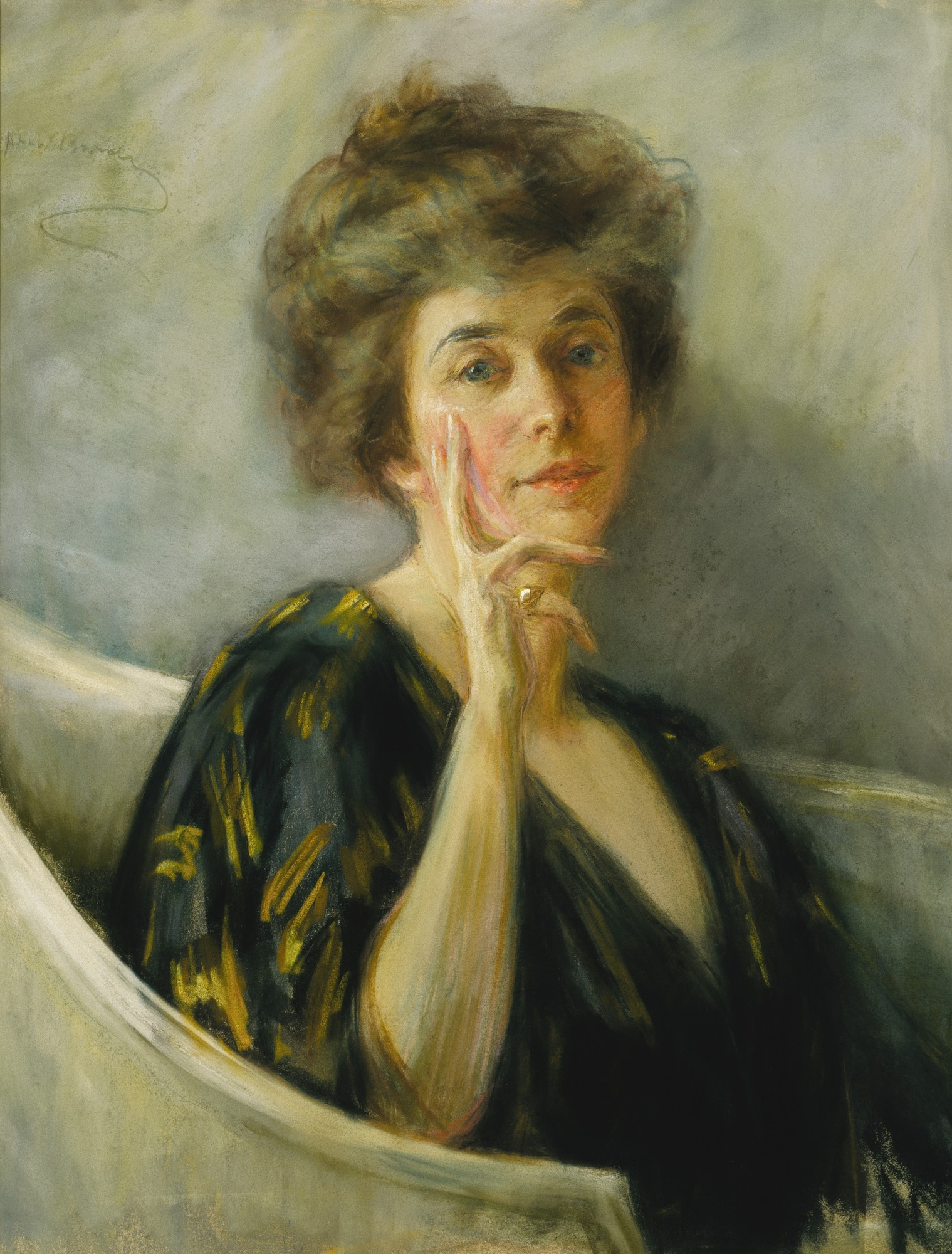
Alice Pike Barney (1857–1931)
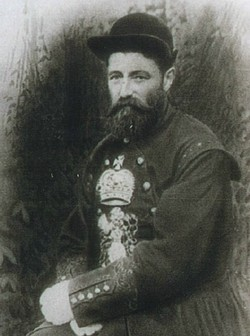
James Arthur Messenger, constructeur de bateaux (1826–1901)